# エヴゲーニー・バラトゥインスキー
エヴゲーニー・アブラモヴィチ・バラトゥインスキー(Евгений Абрамович Баратынский 1800年3月2日 - 1844年7月11日) は、ロシアの詩人。

## 略歴
ロシア帝国のタンボフ県タンボフで誕生する。貴族階級の出身であり、父はロシア軍の将官であった。はじめサンクトペテルブルクのドイツ寄宿学校に通ってドイツ語を学ぶ。それから士官学校で学ぶが不良行為にて中途除籍処分を受ける。一時的にスモレンスクの叔父の領地で暮らし、このころに詩作を始めた。あらためてロシア陸軍に入隊して歩兵連隊に所属した。一介の兵隊から出世を重ねてゆき軍曹になったのちフィンランドに滞在してそれから下士官に昇進を果たした。
1820年に処女詩「フィンランド」を文芸誌に発表した。ときを前後するかたちでアレクサンドル・プーシキン、ヴィルヘルム・キューヒェルベッカー、アントン・デールヴィヒ、ヴァシーリー・ジュコーフスキーと親交を深めた。プーシキンはバラトゥインスキーにとって生涯の良き理解者であった。
フィンランド時代に着想した泡沫の恋を描いた長編詩「エーダ」を1825年に発表した。バラトゥインスキーは基本的にエレジー的特徴をなす詩を得意とした。初期はプーシキンの影響が濃い詩を発表したがのちペシミズムやニヒリズム的要素を持つ作風に変貌を遂げる。プーシキンは当時からバラトゥインスキーの詩を高評してくれた数少ない人物であったが、しかしながらヴィッサリオン・ベリンスキーをはじめとしてあまねく批評家から酷評されたこともあって急速に忘れ去られてゆき、後年になって再評価されるまで長きにわたって待たなければならなかった。
軍人の娘と婚約したのち1826年に軍を退役してモスクワ近郊のムラノヴォに移り住み、執筆に没頭した。当地にて「ゲーテの死」、「ジプシー」、「最後の死」など多くの作品を発表したけれど、かねてから西欧にゆくことを夢見ていたことから西欧へと出立する。ライプツィヒやベルリン、フランクフルトなどドイツ各地を見聞したあとフランスのパリに移った。パリ時代にフランス人のために仏語訳した詩を披露した。さらにプロスペル・メリメ、シャルル・ノディエ、シャルル＝オーギュスタン・サント＝ブーヴ、アルフレッド・ド・ヴィニー、アルフォンス・ド・ラマルティーヌ、オーギュスタン・ティエリ等のフランス人著作家たちと交流した。
フランス南部のマルセイユから船でイタリアに向かうが、1844年夏に両シチリア王国の首都ナポリにて発作を起こして客死す。最終的にサンクトペテルブルクにあるアレクサンドル・ネフスキー大修道院チフヴィン墓地にて改葬された。

## 作品
- ロシア文学全集　第27巻：ロシア詩集；ルイレーエフ、プーシキン、バラトゥインスキー、オドーエフ	修道社 1958年

## 参考
1. ↑  Yevgeny Abramovich Baratynsky
2. ↑  Баратынский Евгений Абрамович